# Esko Rautionaho
Esko Olavi Rautionaho (* 23. September 1950 in Rovaniemi) ist ein ehemaliger finnischer Skispringer.

## Werdegang
Rautionaho, der für den Verein Ounasvaaran Hiihtoseura aus seiner Heimatstadt startete, nahm ab Januar 1972 regelmäßig an der Vierschanzentournee teil. Bei den Olympischen Winterspielen 1972 im japanischen Sapporo wurde er auf der Großschanze Neunter und erreichte auf der Normalschanze den 45. Platz. Bei der Vierschanzentournee 1973/74 erreichte er mit dem 10. Platz in der Tournee-Gesamtwertung das beste Resultat in seiner Karriere. Bei der Skiflugwoche in Planica erreichte er mit 161 Metern seine größte Weite und belegte in der Gesamtwertung den zweiten Platz hinter Walter Steiner.
1976 wurde er erneut für die Olympischen Winterspiele nominiert und erreichte in Innsbruck den 11. Platz von der Normal- und den 12. Platz von der Großschanze. Am 2. März 1980 nahm er erstmals an einem Springen im Skisprung-Weltcup teil und belegte auf der Flugschanze in Vikersund den 21. Platz. Am 9. März 1980 wurde Rautionaho in Lahti 13. und belegte durch die damit gewonnenen drei Weltcup-Punkte am Ende der Weltcup-Saison 1979/80 den 92. Platz in der Gesamtwertung. Es war sein drittes und zugleich letztes Weltcup-Springen. Nach der Saison beendete er seine aktive Skisprungkarriere im Alter von 29 Jahren.

## Persönliches
Seine Tochter Jenny Rautionaho (* 1996) ist ebenfalls Skispringerin.

## Erfolge

### Weltcup-Platzierungen
| Saison  | Platz | Punkte |
| ------- | ----- | ------ |
| 1979/80 | 92.   | 3      |